# 블랙 가스펠
블랙 가스펠(Black Gospel)은 한국, 미국에서 제작된 히즈엠티 미니스트리 감독의 2013년 드라마 영화이다. 양동근 등이 주연으로 출연하였다.

## 출연

### 주연
- 양동근
- 정준
- 김유미
- 헤리티지

## 제작진
- 제작실장: 이종길
- 제작부장: 신은주
- 제작프로듀서: 이종석
- 제작프로듀서: 진희문
- 제작지원: 조성
- 제작지원: 황수환
- 협력프로듀서: 김성권
- 협력프로듀서: 이상국
- 협력프로듀서: 홍송이
- 촬영부: 신태호
- 촬영부: 이태오
- 촬영부: 윤석조
- 조명: 김영호
- 조감독: 이태성
- 조감독: 서정신우
- 동시녹음: 이상욱
- 사운드디자인: 이승철
- 미술: 김보성
- 시각효과: 문병용
- 분장: 이정원
- 헤어: 이정원
- 의상: 이정원
- 현장편집: 김성호
- 편집보: 이진
- 편집보: 황지은
- 마케팅책임: 나미나
- 광고디자인: 홍미래
- 현지연출: 김회성
- 현지연출: Jay Won
- 디지털처리부문: 김일광
- 제작부원: 정의영
- 데이터매니저: 박은비
- 법률자문: 박영목
- 배급총괄: 김재민
- 배급책임: 박은정
- 배급부문: 김종민
- 배급부문: 위주경
- 마케팅부문: 유순미
- 마케팅부문: 정현구
- 마케팅부문: 최주영
- 마케팅부문: 민지홍
- 마케팅부문: 나미나
- 마케팅부문: 신은혜
- 마케팅부문: 김경희
- 마케팅부문: 송예나
- 마케팅부문: 정지현
- 마케팅부문: 윤다희
- 온라인디자인: 김재윤
- 온라인디자인: 김준용
- 온라인디자인: 박학렬
- 온라인디자인: 김유지
- 현장사진: 김지혜
- 예고편: 부선철
- 내레이션대본: 홍윤정
- 촬영지원: 황수환
- 식사: 홍준자
- 사운드에디터: 김수현
- 디지털처리부문: 박미란
- 디지털처리부문: 최현석
- 디지털처리부문: 김원범
- 디지털처리부문: 김동혁
- 디지털처리부문: 김일광
- 디지털처리부문: 서민부
- 디지털처리부문: 주영견
- 디지털처리부문: 최우진
- 디지털처리부문: 최은석
- 디지털처리부문: 신정은
- 디지털처리부문: 이재훈
- 디지털처리부문: 김경호
- 디지털처리부문: 김태화
- 디지털처리부문: 박상문
- 디지털처리부문: 박태일
- 디지털처리부문: 송보경
- 디지털처리부문: 임정주
- 시각효과부문: 문병용
- 시각효과부문: 조이석
- 시각효과부문: 송승환
- 시각효과부문: 한상선
- 시각효과부문: 이응구
- 시각효과부문: 임명주
- 시각효과부문: 도상준
- 시각효과부문: 송승환
- 시각효과부문: 김영희
- 시각효과부문: 김형일
- 시각효과부문: 최호목
- 시각효과부문: 유요한
- 홍보책임: 홍성규
- 바이럴마케팅: 박승준
- 예고편: 김혜경
- 예고편: 박지윤
- 예고편: 이은희
- 예고편: 장철호
- 디자인: 박재호
- 디자인: 이유희
- 번역: 원재훈
- 번역: 서정신우
- 번역: 최다솜
- 번역: 이동찬
- 번역: 장영한
- 번역: 신재의
- 번역: 김지은
- 번역: 주형철
- 번역: 정의영
- 번역: 신은주
- 번역: 홍송이
- 연출지원: 이소윤
- 보험: 정점심
- 로케이션지원: 진영환